# Deutsche ATSB-Fußballmeisterschaft 1930/31
Die deutsche ATSB-Fußballmeisterschaft 1931 war die zwölfte vom Arbeiter-Turn- und Sportbund ausgerichtete deutsche Meisterschaft im Fußball. Sieger wurde Lorbeer 06 Hamburg.

## Modus und Teilnehmer
Die Meister der 17 ATSB-Kreise ermittelten in vier regionalen Endrunden die Teilnehmer an der Endrunde auf Reichsebene. Bis auf die süddeutsche Regionalmeisterschaft wurde im K.-o.-System gespielt.
| Nordwestdeutschland - FTSV Brackwede - Eintracht Kassel - SC Obersprockhövel - Lorbeer 06 Hamburg | Mitteldeutschland - Friesen-Wacker Neuhaldensleben - SpVgg Pegau - FSV Rositz - Sportfreunde Waldenburg | Ostdeutschland - FT Danzig-Langfuhr - Luckenwalder TS - BSC Stettin - MTV Weißwasser | Süddeutschland - ATSV Neckarau - FT Gern - VfL Neckargartach - TSV Nürnberg-Ost - SpVgg Urberach |

## Verbandsmeisterschaften

### Nordwest
Halbfinale
| Datum         |                    | Ergebnis   |                  | Austragungsort            |
| ------------- | ------------------ | ---------- | ---------------- | ------------------------- |
| 15. März 1931 | Lorbeer 06 Hamburg | 12:1 (4:0) | FTSV Brackwede   | Hamburg, Stadion Hoheluft |
| 22. März 1931 | SC Obersprockhövel | 4:2 (1:1)  | Eintracht Kassel | Wuppertal-Elberfeld       |

Finale
| Datum          |                    | Ergebnis  |                    | Austragungsort            |
| -------------- | ------------------ | --------- | ------------------ | ------------------------- |
| 12. April 1931 | Lorbeer 06 Hamburg | 2:1 (2:1) | SC Obersprockhövel | Hamburg, Stadion Hoheluft |

### Mitte
Halbfinale
| Datum        |                         | Ergebnis  |                                | Austragungsort                |
| ------------ | ----------------------- | --------- | ------------------------------ | ----------------------------- |
| 8. März 1931 | FSV Rositz              | 3:0 (1:0) | Wacker-Friesen Neuhaldensleben | Jena, Universitäts-Sportplatz |
| 7. März 1931 | Sportfreunde Waldenburg | 1:5 (0:3) | SpVgg Pegau                    | Breslau, VfL-Platz            |

Finale
| Datum         |             | Ergebnis  |            | Austragungsort     |
| ------------- | ----------- | --------- | ---------- | ------------------ |
| 22. März 1931 | SpVgg Pegau | 5:2 (2:2) | FSV Rositz | Leipzig-Eutritzsch |

### Ost
Halbfinale
| Datum         |                    | Ergebnis  |                 | Austragungsort                |
| ------------- | ------------------ | --------- | --------------- | ----------------------------- |
| 22. März 1931 | BSC Stettin        | 0:1 n. V. | Luckenwalder TS | Stettin                       |
| 29. März 1931 | FT Danzig-Langfuhr | 3:2 (3:0) | MTV Weißwasser  | Danzig, Kampfbahn Niederstadt |

Finale
| Datum          |                 | Ergebnis  |                    | Austragungsort                |
| -------------- | --------------- | --------- | ------------------ | ----------------------------- |
| 12. April 1931 | Luckenwalder TS | 7:1 (4:1) | FT Danzig-Langfuhr | Danzig, Kampfbahn Niederstadt |

### Süd
In Süddeutschland trugen die fünf Kreismeister eine einfache Punkterunde aus, in der sich der TSV Nürnberg-Ost durchsetzte:
| Platz | Verein            | Sp. | Tore  | Punkte |
| ----- | ----------------- | --- | ----- | ------ |
| 1.    | TSV Nürnberg-Ost  | 4   | 22:40 | 8:0    |
| 2.    | ATSV Neckarau     | 4   | 14:11 | 5:3    |
| 3.    | VfL Neckargartach | 4   | 16:20 | 4:4    |
| 4.    | SpVgg Urberach    | 4   | 07:16 | 3:5    |
| 5.    | FT Gern           | 4   | 07:17 | 0:8    |

## Endrunde um die Bundesmeisterschaft
Halbfinale
| Datum          |                    | Ergebnis  |                  | Austragungsort                         |
| -------------- | ------------------ | --------- | ---------------- | -------------------------------------- |
| 26. April 1931 | SpVgg Pegau        | 3:1 (1:0) | TSV Nürnberg-Ost | Leipzig-Wahren, August-Bebel-Kampfbahn |
| 2. Mai 1931    | Lorbeer 06 Hamburg | 2:1 (1:0) | Luckenwalder TS  | Hamburg, Stadion Hoheluft              |

Finale
| Datum        |                    | Ergebnis  |             | Austragungsort            |
| ------------ | ------------------ | --------- | ----------- | ------------------------- |
| 17. Mai 1931 | Lorbeer 06 Hamburg | 4:2 (1:2) | SpVgg Pegau | Hamburg, Stadion Hoheluft |